# Botwood
Botwood es un pueblo canadiense situado en la provincia de Terranova y Labrador.

## Superficie
Botwood tiene una superficie de 14,56 km².

## Demografía
En 2021, tenía 2778 habitantes, una densidad poblacional de 190,8 hab./km², y 1389 viviendas.